# 尾之間温泉
尾之間温泉（おのあいだおんせん）は、鹿児島県熊毛郡屋久島町（旧国大隅国）にある温泉。

## 泉質
- 硫黄泉
  - 源泉温度44 - 49℃。

## 温泉街
世界遺産にも登録されている屋久島の、モッチョム岳の麓に温泉が存在する。共同浴場が温泉の中心である。共同浴場は足元自噴の湯船がある。屋久島登山の客の利用も多い。足湯も設置されている。
当地にある旅館では、子宝の効能をうたい文句にしている。また、ここの温泉は、屋久島温泉へも引湯されていたが、現在、屋久島温泉は独自の泉源に変わった。

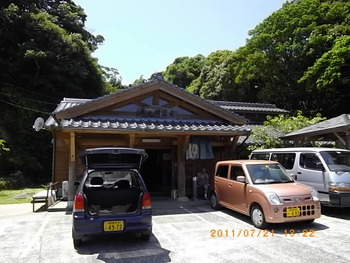
駐車スペース
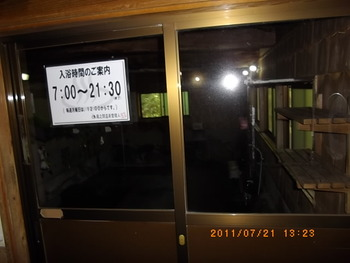
営業時間
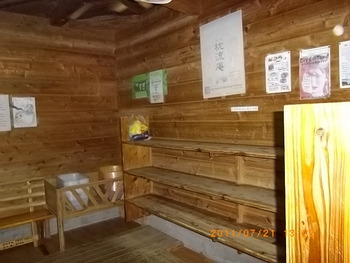
簡易更衣室、ロッカー不備の為、貴重品は自己責任で。
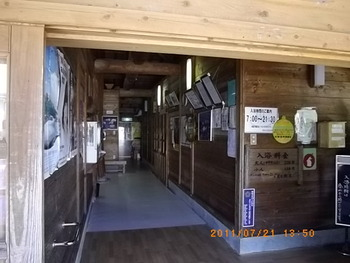
番台、直近右が男湯、奥の右が女湯。
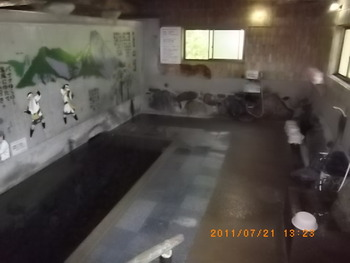
左が湯舟、洗い場は数人分？
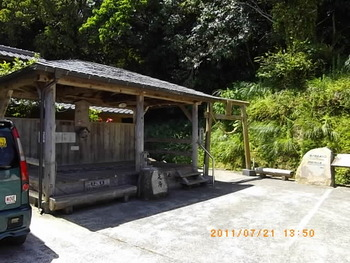
入口の玄関横にある無料の足湯。

## 歴史
約300年前に尾之間地区で発生した疫病退散を当地にある温泉神社に祈願したとあることから、開湯はそれ以前と考えられる。なお、このことは「尾之間棒踊り」という当地に伝わる祭りとして伝承されている。

## アクセス
- 飛行機：屋久島空港よりバスで約45分。